# Tarbosaure
El tarbosaure (Tarbosaurus, 'llangardaix aterridor') és un gènere de dinosaure de la família dels tiranosàurids, que van prosperar durant l'estatge faunístic Maastrichtià, al Cretaci superior. Està molt relacionat amb el gènere Tyrannosaurus, de fet, podrien ser el mateix, situació semblant a la d'Alioramus, el gènere amb el qual està més relacionat.
Les restes foren trobades a Mongòlia, essent per primera vegada descrites per Ievgueni Maléiev, l'any 1955, a partir de fòssils trobats en una expedició a Mongòlia l'any 1948.

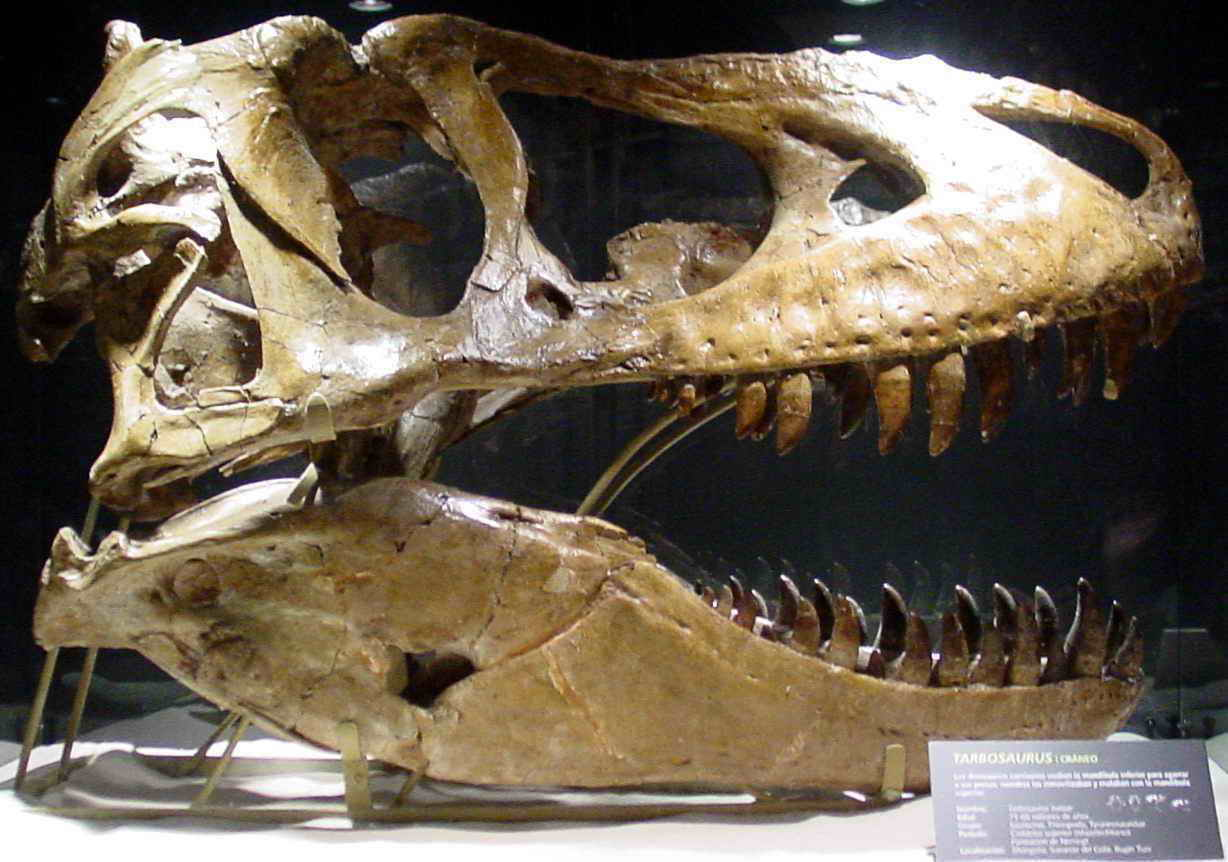
Crani de Tarbosaurus

El crani dels tarbosaures, de grans proporcions, arribava a fer entre 113 i 135 centímetres de longitud. Aquests dinosaures mesuraven entre 10,5 i 12 metres de llarg i pesaven entre 5 i 5,5 tones. A la mandíbula superior s'hi poden comptar 27 dents, similars a les del tiranosaure tot i que lleugerament més petites.
Tarbosaurus i Tyrannosaurus presenten tantes similituds que de vegades el primer és inclòs en el gènere Tyrannosaurus, com a Tyrannosaurus bataar.